# Sidney McNeill Gutierrez
Sidney McNeill „Sid“ Gutierrez (* 27. Juni 1951 in Albuquerque, New Mexico, USA) ist ein ehemaliger US-amerikanischer Astronaut.

## Ausbildung
Gutierrez machte 1969 seinen Schulabschluss auf der Valley High School in Albuquerque. Daraufhin studierte er Luftfahrttechnik an der United States Air Force Academy und schloss 1973 mit einem Bachelor ab. 1977 erwarb er einen Master in Management am Webster College.

## US Air Force
Er trat 1977 in die US Air Force ein, 1981 wurde er zum Testpiloten ausgebildet und flog daraufhin meistens Maschinen vom Typ T-38, F-15 und F-16.
Er hat über 4500 Flugstunden absolviert auf mehr als 30 verschiedenen Fluggeräten.

## NASA
1984 wurde er in die 10. Astronautengruppe der NASA gewählt und ein Jahr lang als Pilot ausgebildet.
Er war einer der Verbindungssprecher (Capcom) für STS-42, STS-45, STS-46, STS-49 und STS-52.

### STS-40
Seinen ersten und kürzesten Weltraumeinsatz hatte Gutierrez als Pilot der Mission STS-40 mit dem Space Shuttle Columbia. Diese Mission wurde mehrmals verschoben, da an der Raumfähre diverse Mängel aufgetreten waren.
Es war die fünfte Spacelab-Mission, die erste, die sich ausschließlich mit Biowissenschaften beschäftigte. Das wichtigste Experiment war Spacelab Life Sciences-1. Dabei wurden physiologische Untersuchungen an Menschen, 30 Nagetieren und tausenden winzigen Quallen durchgeführt. Von den 18 Untersuchungen beschäftigten sich zehn mit dem Menschen, sieben mit den Nagetieren und eines mit den Quallen.

### STS-59
Bei seiner zweiten und letzten Weltraummission war Gutierrez als Kommandant der Mission diesmal an Bord der Endeavour unterwegs. Ziel der Mission war es, dass man mit X-SAR Radar Aufnahmen von der Erde machen sollte, um so Klimaveränderungen und Umweltverschmutzungen zu lokalisieren.

### Nach den Raumflügen
1994 verließ er die NASA und die US Air Force, um in den Sandia National Laboratories zu arbeiten, diese gehören zum Lockheed-Konzern.

## Zusammenfassung
| Nr. | Mission | Funktion   | Flugdatum                 | Flugdauer  |
| --- | ------- | ---------- | ------------------------- | ---------- |
| 1   | STS-40  | Pilot      | 5. Juni – 14. Juni 1991   | 9d 2h 14m  |
| 2   | STS-59  | Kommandant | 9. April – 20. April 1994 | 11d 5h 49m |

## Privat
Er ist mit seiner Frau Marianne Sue verheiratet und hat drei Kinder.
Seine Hobbys sind Camping, Waldarbeiten und Tennis.